# Onychoteuthidae
Onychoteuthidae là một họ mực hiện bao gồm khoảng 20-25 loài (một số loài chỉ được biết đến từ các giai đoạn sống đơn lẻ và do đó chưa được xác nhận), trong sáu hoặc bảy chi. Chúng có chiều dài lớp phủ trưởng thành từ 7 cm đến chiều dài đề xuất là 2 m cho thành viên lớn nhất, Onykia Robusta. Gia đình này được đặc trưng bởi sự hiện diện của móc chỉ trên các xúc tu tạm thời, một vỏ móc đơn giản, thẳng, và một 'bước' bên trong góc hàm của mỏ dưới. Ngoại trừ Bắc Băng Dương, gia đình được tìm thấy trên toàn thế giới.

## Chi

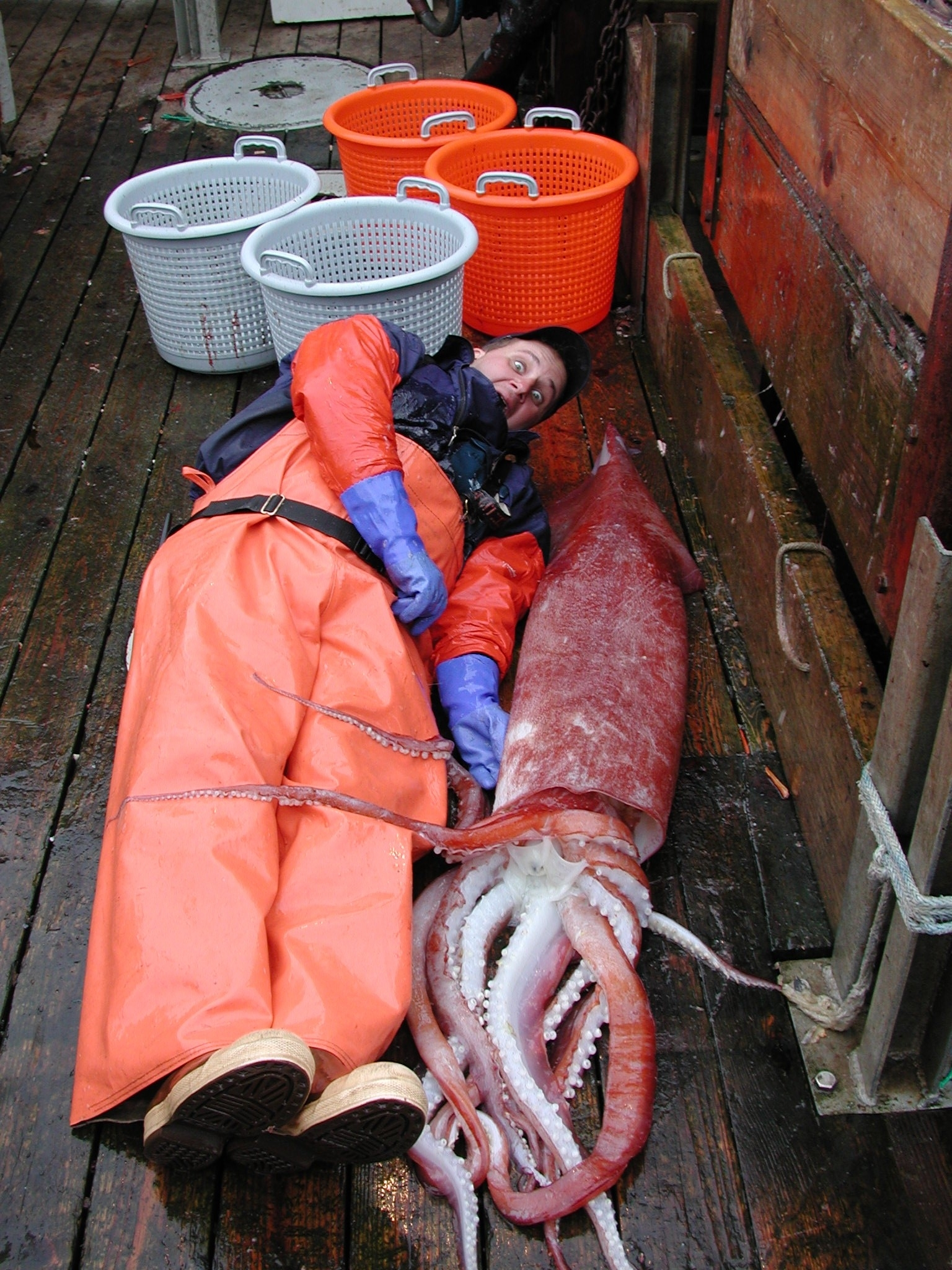
Reaching a mantle length of 2 m, Onykia robusta

- Chi Onychoteuthis Lichtenstein, 1818
  - Onychoteuthis banksii (Leach, 1817) – common clubhook squid
  - Onychoteuthis bergii* Lichtenstein, 1818
  - Onychoteuthis mollis* Appelloef, 1891
  - Onychoteuthis compacta Berry, 1913
  - Onychoteuthis borealijaponica Okada, 1927 – boreal clubhook squid
  - Onychoteuthis meridiopacifica Rancurel & Okutani, 1990
  - Onychoteuthis lacrima Bolstad & Seki in Bolstad, 2008
  - Onychoteuthis prolata Bolstad, Vecchione & Young in Bolstad, 2008
  - Onychoteuthis horstkottei Bolstad, 2010
- Chi Onykia Lesueur, 1821  (gồm các loài trứic đây đặt trong Moroteuthis)
  - Phân chi Onykia
    - Onykia carriboea Lesueur, 1821 – tropical clubhook squid
    - Onykia robusta (Verrill, 1876) – robust clubhook squid
    - Onykia loennbergii (Ishikawa & Wakiya, 1914) – Japanese hooked squid
    - Onykia aequatorialis* Thiele, 1920
    - Onykia robsoni (William Adam (malacologist)|Adam]], 1962) – rugose hooked squid
    - Onykia indica* Okutani, 1981

  - Subgenus Moroteuthopsis
    - Onykia ingens (Smith, 1881) – greater hooked squid

  - incertae sedis
    - ?Onykia appelloefi* Pfeffer, 1900
- chi Ancistroteuthis Gray, 1849
  - Ancistroteuthis lichtensteinii (Ferussac, 1835)
- Chi Kondakovia Filippova, 1972
  - Kondakovia longimana Filippova, 1972
  - Kondakovia nigmatullini Laptikhovsky, Arkhipkin & Bolstad, 2008
- Chi Notonykia Nesis, Roeleveld & Nikitina, 1998
  - Notonykia africanae Nesis, Roeleveld & Nikitina, 1998
  - Notonykia nesisi Bolstad, 2007
- Chi Filippovia Bolstad, 2010
  - Filippovia knipovitchi (Filippova, 1972) – smooth hooked squid
- Chi Walvisteuthis Nesis & Nikitina, 1986
  - Walvisteuthis jeremiahi Vecchione, Sosnowski & Young, 2015
  - Walvisteuthis rancureli (Okutani, 1981)
  - Walvisteuthis virilis Nesis & Nikitina, 1986
  - Walvisteuthis youngorum (Bolstad, 2010)

(*) chỉ ra rằng taxi yêu cầu điều tra phân loại hơn nữa